# Cuenca de Campos (Brasil)
La cuenca de Campos es una de las 12 cuencas sedimentarias costeras de Brasil. Abarca partes terrestres y marinas del Atlántico Sur con la parte terrestre ubicada cerca de Río de Janeiro. La cuenca se originó en la etapa neocomiana del período Cretácico hace 145-130 millones de años durante la ruptura de Gondwana. Tiene una superficie total de unos 115 000 kilómetros cuadrados (44 401,5 mi²), con una pequeña porción en tierra, de sólo 500 kilómetros cuadrados (193,1 mi²).

## Descripción
La cuenca de Campos limita al sur con el Alto de Cabo Frío, separando la cuenca de la cuenca de Santos y al norte con el Alto de Vitória, formando el límite con la cuenca de Espírito Santo. La cuenca de Campos contiene el delta del río Paraiba do Sul.

### Historia tectónica

La ruptura de Pangea caracterizó el inicio de la formación de la cuenca de Santos en el Atlántico Sur, formando al mismo tiempo la cuenca de Kwanza en África.

El margen del Atlántico Sur se desarrolló sobre cratones estables del Arcaico compuestos por rocas duras y resistentes y en parte sobre los cinturones móviles del Neoproterozoico compuestos por rocas metamórficas menos resistentes. El basamento precámbrico de la cuenca de Santos se expone como el cinturón de Araçuaí a lo largo de la costa brasileña, sobre todo en los inselbergs de Río de Janeiro, de los cuales el Pan de Azúcar es el más icónico. Las rocas antiguas consisten en un núcleo metamórfico de alto grado neoproterozoico a cámbrico de granitos y gneises, formado durante la colisión de Gondwana en la orogenia panafricana-brasiliana. Basaltos similares a las traps de Paraná y Etendeka, expuestas al oeste en la cuenca de Paraná, se han encontrado debajo de la cuenca de Santos. El punto caliente de Tristán de Acuña se considera el impulsor detrás de la formación de estos basaltos de inundación.
Se han identificado cinco etapas tectónicas en las cuencas brasileñas:
1. Etapa previa al rift: Jurásico al Valanginiense
2. Etapa durante el rift: Hauterivisense a Barremiense tardío
3. Etapa de hundimiento: Barremiense tardío a Aptiense tardío
4. Etapa posterior al rift: Albiense temprano a medio
5. Etapa de deriva: Albiense tardío a Holoceno

### Estratigrafía

Diagrama esquemático de la formación de un margen pasivo en una cuenca de rift.

Los yacimientos de petróleo incluyen formaciones depositadas durante la fase de rift continental aptiense y pre-aptiense, de carbonatos marinos de aguas someras y areniscas de aguas profundas del albiense cenomaniense post-salinas, y en turbiditas de la fase de deriva marina abierta del Cretácico superior y Terciario temprano.

La estratigrafía comienza con flujos de basalto fechados en 120 Ma, superpuestos por el Grupo Lagoa Feia, que consiste en lutitas verdes lacustres ricas en materia orgánica, seguidas de calizas lacustres y areniscas y conglomerados continentales, en transición a sedimentos marinos con evaporitas, calizas y dolomitas alteradas. Le siguen las calizas marinas someras de la formación Macaé, luego las areniscas turbidíticas de la formación Namorado y finalmente la formación Campos, que consiste en el miembro Carapebus de areniscas turbidíticas y la formación Ubatuba de talud y plataforma progradantes.

## Exploración

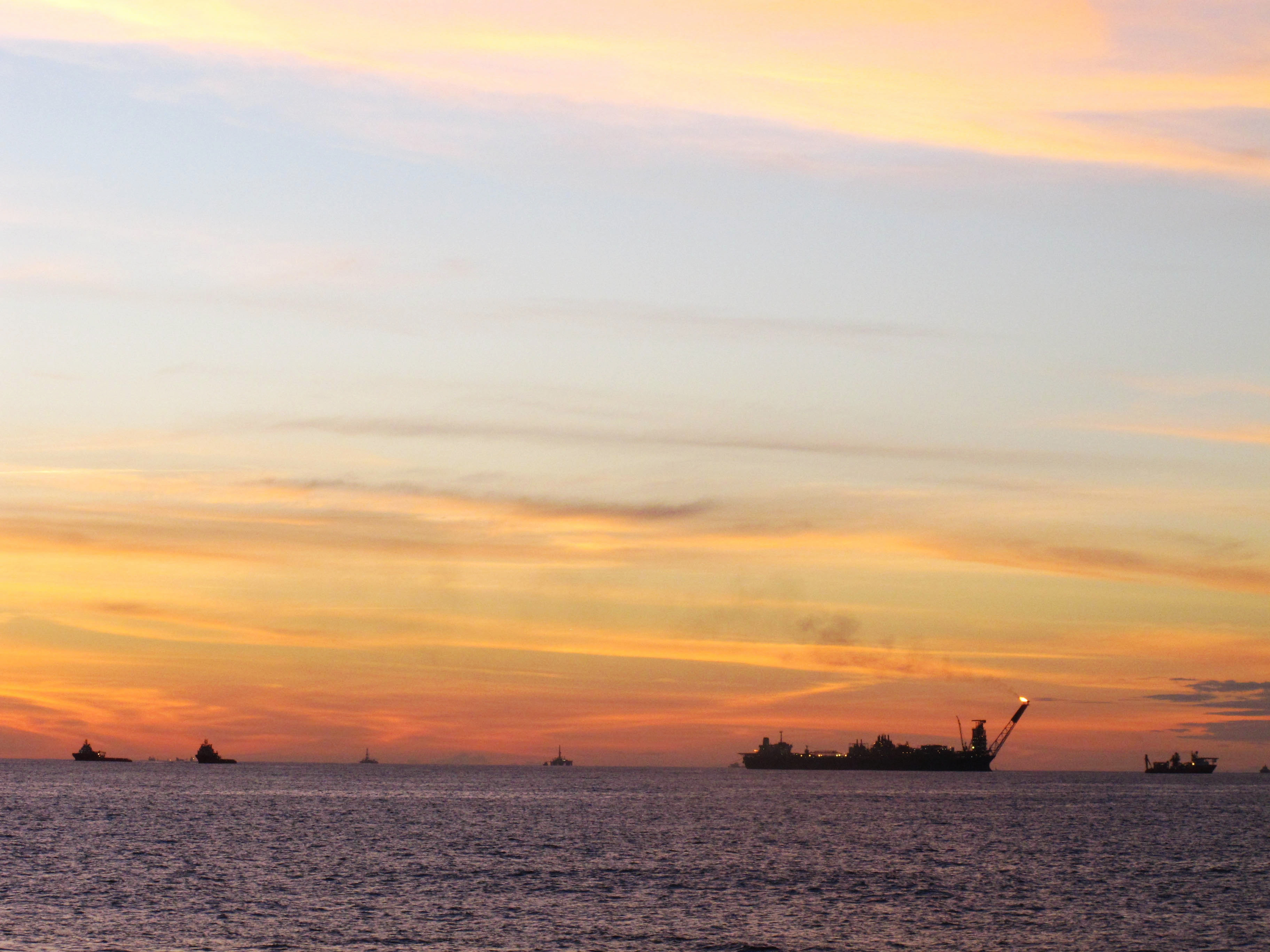
Explotación petrolera en la cuenca de Campos

La exploración petrolera costa afuera en la cuenca de Campos comenzó en 1968. El primer pozo exploratorio se perforó en 1971. El primer campo que se descubrió fue Garoupa en 1974, a una profundidad de agua poco profunda de 120 metros, seguido por Namorado en 1975 en 166 metros. La primera producción de petróleo comenzó en 1977 desde el campo Enchova, a una profundidad de agua de 124 metros. Los campos más grandes, enumerados por su año de descubrimiento, incluyen Linguado (1978), Carapeba (1982), Vermelho (1982), Marimba (1984), : 137–152 Albacora (1984), Marlim (1985), Albacora-Leste (1986), Marlim Sul (1987), Marlim Leste (1987), Barracuda (1989), Caratinga (1989), Espadarte (1994), Roncador (1996), Jubarte (2002), Cachalote (2002) y Badejo (2008). El más grande es el campo Marlim, ubicado en el noreste de la cuenca, a 110 km de la costa en alta mar, en profundidades de agua que van desde 650 a 1050 metros.
Para el año 2003, se descubrieron 41 yacimientos de petróleo y gas, que oscilan a distancias de 50 a 140 km de la costa y en profundidades de agua que varían de 80 a 2400 metros. De esos campos, 37 están siendo desarrollados por Petrobras. Para el año 2003, la producción de petróleo de la cuenca había llegado a 1,21 millones de barriles por día. La producción proviene de una variedad de yacimientos que incluyen turbiditas siliciclásticas, basaltos fracturados, coquinas y calcarenitas (piedras calizas). La producción total acumulada de la cuenca de Campos al 2003 fue de 3,9 mil millones de barriles de petróleo con reservas restantes de 8,5 mil millones de barriles.
En febrero de 2010, Petrobras realizó un nuevo descubrimiento de 65 millones de barriles cerca del campo petrolero de Barracuda.